# Lladorre
Lladorre es una localidad y municipio español de la provincia de Lérida, en la comunidad autónoma de Cataluña. Está situado en el norte de la comarca del Pallars Sobirá y en el límite con la frontera francesa. Además de la capital municipal, incluye los núcleos de Aineto, Boldís Jussà, Boldís Sobirà, Lleret y Tavascan.

## Geografía humana

### Demografía
Cuenta con una población de 254 habitantes (INE 2024).
| Gráfica de evolución demográfica de Lladorre entre 1842 y 2021 |
| |
| Población de derecho según los censos de población del INE Población de hecho según los censos de población del INEEntre el censo de 1857 y el anterior, este municipio desaparece porque se integra en el municipio 25580 (Tabescan) Entre el censo de 1887 y el anterior, aparece este municipio porque cambia de nombre y desaparece el municipio 25580 (Tabescan) |

| 1900 | 1930 | 1950 | 1970 | 1981 | 1986 |
| ---- | ---- | ---- | ---- | ---- | ---- |
| 592  | 606  | 397  | 239  | 183  | 217  |

## Economía
Agricultura, ganadería, explotación forestal. Central hidroeléctrica.

## Lugares de interés
- Ruinas del castillo de Lladorre.
- Iglesia de San Román, de estilo románico, en Aineto.
- Iglesia de San Pedro, de estilo románico, en Boldís Jussà.